# Milton Dias
Milton Dias foi um futebolista brasileiro nascido no Espírito Santo. Destacou-se como jogador do Paysandu, sobretudo na recordada partida em que o clube paraense venceu por 3–0 o Peñarol em 1965, acabando por ser comprado pela própria equipe uruguaia, na época uma das mais fortes do mundo e na qual marcara um gol e fornecera uma assistência naquela partida. 
Posteriormente, destacou-se no futebol da Venezuela, país onde radicou-se após encerrar a carreira em 1983 e no qual morreu em junho de 2007, na cidade de Valencia.
Era negro, não devendo ser confundido com outro atacante chamado Milton Dias, mulato, que atuou na década de 1960 por São Paulo e Athletico Paranaense e que morreu em 16 de dezembro de 2006.

## Carreira

### Paysandu
Milton Dias veio ao Paysandu proveniente das categorias de base do Botafogo, onde estava em 1963. Em 13 de setembro de 1964, marcou seu primeiro gol pela equipe paraense, em empate em 2–2 contra o Avante, pelo estadual daquele ano. Em 14 de outubro, estreou no clássico Re-Pa, em amistoso pelo Torneio Quadrangular Interestadual. Escalado na meia-esquerda, marcou o único gol da partida. O clube, porém, terminaria o estadual fora da finalíssima, decidida entre os rivais Remo e Tuna Luso.
O Campeonato Paraense de Futebol de 1965 começou apenas em 20 de junho. O primeiro semestre foi ocupado com amistosos, com Milton Dias chegando a marcar em dois clássicos com a Tuna (duas vitórias por 2–1, em fevereiro e março). O "Papão" também disputou e venceu, em abril, o Torneio Quadrangular Internacional, a reunir Fast, Fortaleza e Transvaal. Milton Dias foi o artilheiro da competição, com quatro gols, três deles na vitória de 3–1 sobre o Transvaal. No mesmo mês, voltou a marcar no Re-Pa, em derrota de 3–2 pelo "Torneio da Paz". Estava atuando como centroavante.
No Estadual, atuou normalmente na ponta-direita, em ataque que completava com Milton Marabá, Edson Piola, Vila e Ércio. Em meio à competição, houve novo Re-Pa para marcar a estreia do veterano Castilho como goleiro do Paysandu. O arquirrival venceu por 3–0, em 1 de julho. Porém, dezoito dias depois, em 19 de julho, os alviazuis aplicariam o mesmo placar sobre o Peñarol.
Até lá, o Paysandu havia jogado três partidas pelo Estadual, ganhando-as todas por goleada - 4–0 no Júlio César, 6–1 no Liberato de Castro e 5–1 no Combatentes. Milton Dias foi titular em todas elas, mas não chegou a marcar em nenhuma. Contra os uruguaios, contudo, realizou o que foi considerado o "jogo da sua vida". O adversário era uma equipe das mais poderosas mundialmente na época, mantendo uma invencibilidade de treze partidas, com recentes vitórias contra brasileiros naquele ano sobre Santos (3–2, após derrota de 5–4, e 2–1, todos pela Taça Libertadores da América de 1965) e Fluminense (3–1 em amistoso no Maracanã).
Os paraenses, porém, já venciam por 1–0 quando Milton Dias, aos 43 minutos do primeiro tempo, recebeu de Edson Piola e acertou um chute cruzado no alto de Ladislao Mazurkiewicz, completando para o gol vazio após o colega ter atraído a marcação - em outras fontes, o passe teria sido de Pau Preto. Aos 37 minutos da etapa complementar, Milton lançou bola para o próprio Pau Preto, deixado frente a frente com Mazurkiewicz, marcar o terceiro gol. A vitória por 3–0 repercutiu bastante além de Belém do Pará; no Rio de Janeiro, o Jornal dos Sports descreveu o gol de Milton Dias como "espetacular"; Nelson Rodrigues escreveu uma crônica sobre a partida para O Globo; e o Botafogo tentou reaver o passe de Milton Dias, de imediato desejado pelo Peñarol, cujo treinador Roque Máspoli insistia na contratação do capixaba, requerida por telegrama. Três dias depois, ele chegou a figurar em novo bom resultado contra os uruguaios, que só aos 42 minutos do segundo tempo conseguiram empatar em 1–1 contra um combinado entre Paysandu e Tuna; nessa ocasião, entrou no decorrer da partida, substituindo o tunante Mário.
Milton Dias jogou mais uma partida pelo Estadual, precisamente no Re-Pa, realizado em 1 de agosto. O "Papão", que asseguraria o título já em novembro, dessa vez venceu por 1–0. Cerca de dez dias depois, a venda do jogador aos aurinegros estava anunciada, em transferência que seria comparada à de Iarley pelo Boca Juniors em função dos duelos pela Taça Libertadores da América de 2003. Abílio Couceiro, então diretor de futebol alviazul em 1965, descreveria que "levei o Milton Dias na loja masculina mais chique de Belém, embonequei ele, dei um brilho no dente dele e o levei para o Rio de Janeiro, onde o empresário uruguaio estava esperando". A contratação foi acertada em 12 mil dólares.
Não houve hesitação do Paysandu em vendê-lo pois Milton era visto como um jogador mediano que terminara "craque de um jogo só", embora na história: o triunfo inspirou até marchinha que terminaria mais popular como cântico do que o hino oficial do clube. O clube também manteve hábito de buscar talentos nos juvenis de times cariocas, trazendo dos aspirantes do Vasco da Gama os ídolos Robilotta (no fim de 1965) e Bené (no início do ano seguinte), que se converteriam na mais efetiva dupla ofensiva da história do time e do futebol paraense.

### Pós-Paysandu

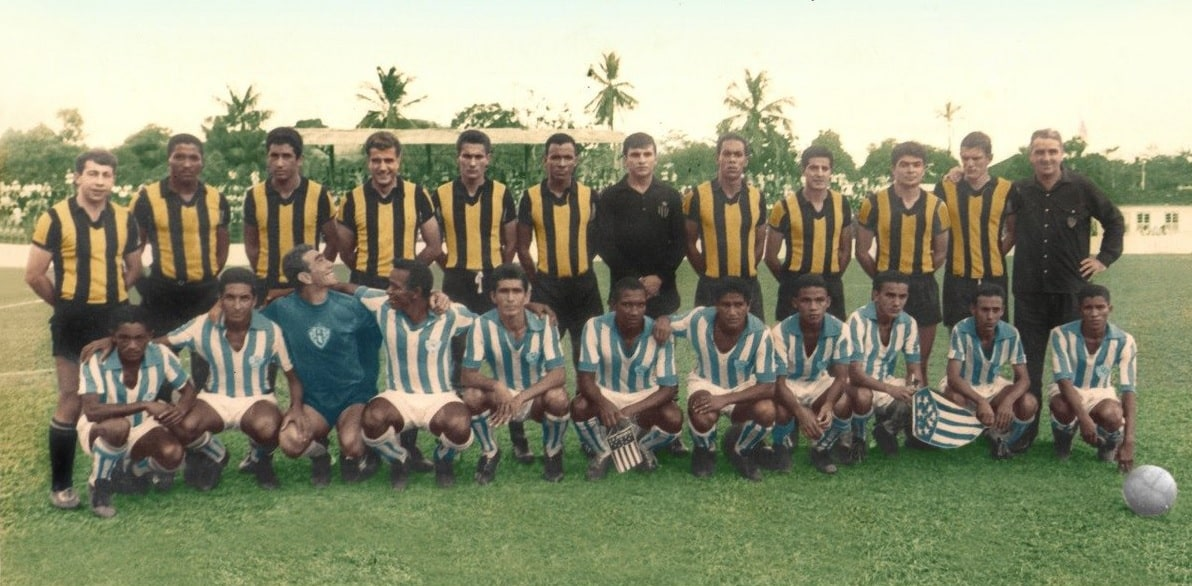
O Paysandu posando juntamente com o Peñarol. Milton Dias é o sexto agacahdo, à frente do goleiro adversário Ladislao Mazurkiewicz.

Encantado com o desempenho de Milton Dias naquele amistoso, o treinador aurinegro Roque Máspoli via nele uma alternativa viável ao desfalque do artilheiro Alberto Spencer, que se ausentaria continuamente por compromissos com a seleção equatoriana nas eliminatórias da Copa do Mundo FIFA de 1966. O brasileiro chegou a Montevidéu mediante assinatura de um contrato de dois anos, com luvas em 7 milhões de cruzeiros e salários de 200 mil cruzeiros mensais, além de casa e alimentação. Máspoli havia reiterado o desejo pelo jogador mesmo após ser comunicado de tratativas feitas em paralelo pelo representante do clube com outros brasileiros na época.
O clube foi campeão uruguaio daquele ano com Milton Dias presente no elenco, mas terminou não vingando pelo Peñarol. A alternativa mais assídua aos desfalques de Spencer terminou sendo o argentino Miguel Reznik, que já havia participado daquele amistoso em Belém do Pará. Milton também integrou o elenco campeão da Taça Libertadores da América de 1966, mas sem entrar em campo. Chegou a ser emprestado ao Fénix.
Em junho de 1967, Milton, ainda com 21 anos de idade, voltou ao Rio de Janeiro para acertar com o Fluminense. Possuía o próprio passe e veio para testes. Porém, suas atuações foram avaliadas como negativas pelo treinador argentino Alfredo González, embora tenha marcado um gol nas duas partidas em que atuou pelo "Tricolor", contra equipes modestas. Dali fez testes no Bangu.
Milton Dias faria sucesso no futebol da Venezuela, onde chegou no início da década de 1970, defendendo Valencia, Estudiantes de Mérida, Deportivo Galicia, Portuguesa e Zamora. No Valencia, foi campeão venezuelano em 1971, na primeira vez que o clube obteve o título. Em 1972, integrou o elenco do Estudiantes na primeira temporada deste clube na primeira divisão, ao lado de outros dois brasileiros, Cassiano e Edgar Pereira. Em 1980, foi juntamente com outros brasileiros (Ademir de Jesus Lobo, Artinho d'Almeida Lima e Jairo Machado) campeão da Copa Venezuela com o Zamora, no que foi o primeiro título profissional do clube e da cidade de Barinas, com a data da conquista virando "o dia do futebol barinês".
O jogador parou de jogar em 1983, no Zamora. Radicou-se na Venezuela e lá morreu na cidade de Valencia, em 11 de junho de 2007.

## Títulos
Paysandu
- Campeonato Paraense: 1965

Peñarol
- Campeonato Uruguaio: 1965
- Taça Libertadores da América: 1966

Valencia
- Campeonato Venezuelano: 1971

Zamora
- Copa Venezuela: 1980